# تماس (فیلم ۲۰۰۸)
تماس (به چینی سنتی: 保持通話؛ چینی ساده شده: 保持通话) یک فیلم اکشن و دلهره‌آور محصول سال ۲۰۰۸ سینمای هنگ کنگ و بازسازی فیلم آمریکایی موبایل محصول سال ۲۰۰۴ به نویسندگی، تهیه‌کنندگی و کارگردانی مشترک بنی چان ساخته شده‌است. در این فیلم، لوئیس کو، باربی هسو، نیک چیانگ و لیو یه ایفای نقش می‌کنند. این فیلم داستان باب (لوئیس کو)، پدر مجردی را روایت می‌کند که یک تماس تلفنی ناراحت‌کننده با تلفن همراه خود از گریس وانگ (هسو) دریافت می‌کند، زنی که توسط گروهی از مأموران فاسد اینترپل ربوده شده‌است که یک برنامه پنهان دارند.
چان و فیلمنامه نویسانش دو سال روی فیلمنامه کار کردند؛ زیرا، چان می‌خواست با باورپذیرتر جلوه دادن شخصیت‌ها و موقعیت‌های بازسازی‌شده‌اش، فیلم قبلی را بهبود بخشد. فیلمبرداری اصلی در هنگ کنگ انجام شد. فیلم در ۲۵ سپتامبر ۲۰۰۸ در هنگ کنگ منتشر شد.

## تولید
این فیلم به‌طور کامل در هنگ کنگ با بودجه ۴۵ میلیون هنگ کنگ (۵٫۸ میلیون دلار آمریکا) فیلمبرداری شد، که رقمی محافظه کارانه در میان بودجه رو به رشد فیلم چینی در نظر گرفته شد. چان این فیلم را سخت‌ترین فیلم در دوران حرفه‌ای خود توصیف کرد، زیرا او و آلن یوئن و ژو بینگ، فیلمنامه‌نویسان مشترکش تلاش کردند تا فیلم را برای تماشاگران چینی جذاب کنند. در طول فیلمبرداری، دولت هنگ کنگ از دادن مجوز برای فیلمبرداری یک صحنه ماشین پرنده در یک منطقه شلوغ شهری امتناع کرد، بنابراین سازندگان فیلم فقط می‌توانستند فیلمبرداری را به حومه هنگ کنگ منتقل کنند و ثابت کنند که می‌توانند بدون کمک دولت نیز همین کار را انجام دهند.

## گیشه
در آخر هفته افتتاحیه در هنگ کنگ، تماس با فروش ۳٫۶۱ میلیون دلار هنگ کنگ، با ۱٫۰۸ میلیون دلار هنگ کنگ از ۴۲ صفحه نمایش در یک آخر هفته چهار روزه، در صدر باکس آفیس قرار گرفت. در پایان اکران باکس آفیس خود در هنگ کنگ، این فیلم در مجموع ۱۳٫۶۴ میلیون دلار هنگ کنگ فروخت.